# Макфарлейн, Дэнни
Дэнни Макфарлейн (англ. Danny McFarlane; род. 14 июня 1972 или 14 февраля 1972, Сент-Мэри, Мидлсекс) — ямайский легкоатлет (бег на короткие дистанции, барьерный бег, эстафетный бег), чемпион Панамериканских игр, чемпион и призёр чемпионатов мира, призёр двух Олимпиад, участник трёх Олимпиад.

## Карьера
Чемпиона Панамериканских игр 1999 года в Виннипеге. Чемпион (2003) и дважды бронзовый призёр (2001) чемпионатов мира в помещении. Пятикратный серебряный призёр чемпионатов мира (1995—2003).
На летней Олимпиаде 2000 года в Сиднее Макфарлейн занял 7-е место в беге на 400 метров. На той же Олимпиаде представлял Ямайку в эстафете 4×400 метров и стал серебряным призёром Игр.
На следующей Олимпиаде 2004 года в Афинах стал серебряным призёром в беге на 400 метров с барьерами.
На Олимпиаде 2008 года в Пекине Макфарлей снова выступал в барьерном беге, но не так удачно, как четырьмя годами ранее, заняв 4-е место.